# 연합체
연합체(聯合體, 문화어: 련합체), 혹은 컨소시엄(consortium)은 2가지 이상의 개인 또는 회사, 단체, 정부의 협동체(협회)로 공통의 활동에 참여하는 목적을 지니며 공통의 목적을 달성하기 위해 그들의 자원을 투입한다.
컨소시엄의 영어 낱말 'consortium'은 라틴어로 동반자 관계와 협력, 동지를 의미한다.
보통 이 단어는 특정 작업을 수행하기 위해 사업가나 회사들이 만든 일(임)시적인 사업 조직을 말한다. 예를 들면, 큰 자본이 주어지면 은행의 컨소시엄은 대여를 하게 된다. 이것은 기업 연합 자본으로 알려져 있다. 더 영구적인 결합은 보통 인스티튜트(대학 또는 연구소)라 불린다.
또한 항공사끼리 뭉치는 조직은 연합체로 구성되어 있으며 대표적으로는 원월드, 스카이팀, 스타 얼라이언스 등과 같은 항공 동맹이 별도로 존재한다.

## 유명 컨소시엄 및 연합체
- 월드와이드 웹 컨소시엄
- 후버 댐을 건설한 6사
- 프리뷰 컨소시엄 - 영국 디지털 텔레비전 서비스
- DVD6C
- DVD 포럼
- 항공 동맹
- 스타 얼라이언스
- 스카이팀
- 원월드
- 퀄리 플라이어 그룹
- WOW 그룹
- 나눔로또 6/45

## 같이 보기
- 합작투자
- 동업 조합